# Riu Abrud
L'Abrud (hongarès: Abrud-patak) és un petit riu de les muntanyes Apuseni, comtat d'Alba, a l'oest de Romania. És un afluent dret del riu Arieș. Travessa la ciutat d'Abrud, i s'uneix a l'Arieș a Vârși, prop de Câmpeni. És alimentat per diversos rierols més petits, com ara Valea Buciumanilor, Valea Cerbului, Corna, Cernița i Roșia Montană. La seva longitud és de 24 km i la seva mida de la conca és de 223 km².